# Društvo ŠKUC
Društvo ŠKUC je nevladna organizacija neprofitnega značaja iz Ljubljane, delujoča na polju kulturno-umetniške produkcije v Sloveniji. Ima status društva, ki deluje v javnem interesu na področju kulture. ŠKUC je sicer kratica za Študentski kulturno-umetniški center, vendar pa ta kratica ne nosi več svojega prvotnega pomena, ker je organizacija razširila polje svojega delovanja. 
Njegovi začetki segajo v prvo radikalno študentsko gibanje v Ljubljani leta 1968, formalno pa je bil ustanovljen 10. marca leta 1972. Konec sedemdesetih in v osemdesetih letih je bil ŠKUC eden vodilnih spodbujevalcev, združevalcev in promotorjev alternativne kulture. Pomemben del delovanja ŠKUC-a je vključevanje mlajših in perspektivnih ustvarjalcev v kulturno dogajanje ter ustvarjanje razmer, v katerih mladi lahko aktivno preživljajo prosti čas.
Med dejavnosti ŠKUC-a spadajo tudi koncertna dejavnost (ŠKUC R.O.P.O.T., Buba Booking and Promotion ter Kiborg Spužva Booking), založništvo (Založba Škuc z zbirkama Lambda in Vizibilija), informiranje in svetovanje mladim (informativna točka Info ŠKUC), program za najmlajše Škucove packarije, festivali Dobimo se pred Škucem, Živa književnost in Topografije zvoka, izobraževanje, knjižničarstvo (LGBTQ+ knjižnica), arhiviranje, socialne dejavnosti in preventiva, družboslovje, humanistika, raziskovalne dejavnosti in zdravstveno varstvo.
Sedež društva je na Metelkovi ulici 6 v Ljubljani, Galerija ŠKUC in Info ŠKUC pa domujeta na Starem trgu 21 v Ljubljani. Društvo ŠKUC združuje naslednje sekcije: likovno, glasbeno, filmsko, gledališko, festivalsko in založniško. 
Od leta 1980 skrbi ŠKUC tudi za socializacijo, ozaveščanje in kulturo seksualnih manjšin. Med drugimi so to ŠKUC LL in Magnus ter gejevski klub Tiffany ter lezbični klub Monokel. Znan in mednarodno odmeven je vsakoletni Festival gejevskega in lezbičnega filma. Društvo vsako leto sodeluje pri organizaciji Parade ponosa. Izvaja izobraževalne akcije o homoseksualnosti in aidsu. Znan je tudi GALfon, telefon za lezbijke in geje z nasveti, pomočjo in informacijami o aidsu. 
.